# Municipio de San Juan Cotzocón
San Juan Cotzocón es un municipio situado en el estado mexicano de Oaxaca. Según el censo de 2020, tiene una población de 22 444 habitantes.
Su cabecera es el pueblo de San Juan Cotzocón.

## Geografía
Está localizado en la región Sierra Norte y en el distrito de Mixe, ubicados en el noreste del territorio estatal. Sus coordenadas geográficas extremas son 17° 01' - 17° 36' de latitud norte y 95° 07' - 95° 50' de longitud oeste y su altitud va de los 40 a los 1200 metros sobre el nivel del mar. Es uno de los municipios más extensos del estado, con 945.4 kilómetros cuadrados.
Limita al norte con el municipio de Santiago Yaveo, al suroeste con el municipio de Santiago Zacatepec y con el municipio de Santa María Alotepec, al sur con el municipio de San Miguel Quetzaltepec, al sureste con el municipio de San Juan Mazatlán y al este con el municipio de Matías Romero Avendaño. Al extremo noreste limita con el estado de Veracruz de Ignacio de la Llave en particular con el municipio de Jesús Carranza y el municipio de San Juan Evangelista.

## Demografía
De acuerdo con los resultados del Censo de Población y Vivienda de 2020 realizado por el Instituto Nacional de Estadística y Geografía, la población total del municipio de San Juan Cotzocón es de 22 444 habitantes, de los que 10 843 son hombres y 11 601 son mujeres.

### Localidades
Las principales localidades del municipio y su población en 2020 son los siguientes:
| Localidad              | Población |
| María Lombardo de Caso | 4188      |
| San Juan Cotzocón      | 3424      |
| San Felipe Zihualtepec | 2034      |
| Jaltepec de Candoyoc   | 2106      |
| El Porvenir            | 1515      |
| Santa María Puxmetacán | 1190      |
| San Juan Otzolotepec   | 971       |

## Política
El gobierno de San Juan Cotzocón corresponde al ayuntamiento. Este es electo por el principio de Sistemas Normativos Internos, vigente en 153 municipios de Oaxaca, a diferencia del sistema de usos y costumbres vigente en los restantes 417. Por tanto, su elección es mediante asamblea general para un periodo de un año. El periodo constitucional comienza el día 1 de enero del año siguiente a su elección. El Ayuntamiento se integra por el presidente municipal, un Síndico y un cabildo formado por siete regidores.

### Subdivisión administrativa
El municipio se divide para su administración interior en 11 agencias municipales y 13 agencias de policía. Todas estas autoridades son electas mediante el sistema de usos y costumbres.

### Representación legislativa
Para la elección de diputados locales al Congreso de Oaxaca y de diputados federales a la Cámara de Diputados federal, San Juan Cotzocón se encuentra integrado en los siguientes distritos electorales:
Local:
- XX Distrito Electoral Local de Oaxaca con cabecera en San Pedro y San Pablo Ayutla.[6]

Federal:
- Distrito electoral federal 7 de Oaxaca con cabecera en Juchitán de Zaragoza.[7]